# کوه سیمئون
کوه سیمئون (به عربی: جبل سمعان) یک کوه در سوریه است که در منطقه جبل سمعان واقع شده‌است. کوه سیمئون ۸۷۶ متر بالاتر از سطح دریا واقع شده‌است.